# Hong Kong 97
Ne doit pas être confondu avec Hong Kong '97 (film).
Hong Kong 97 (香港97) est un jeu vidéo de tir développé par Kowloon Kurosawa (sous le faux nom de « Happysoft ») sorti en 1995 sur Super Famicom et uniquement au Japon.
Ce jeu ne bénéficie pas de la licence Nintendo et est considéré comme de piètre qualité. Pour cette raison, il fait l'objet d'un culte particulier auprès de certains fans au Japon et à Taïwan. Luke Plunkett de Kotaku décrit le jeu comme « raciste, violent et fou ».

## Écran titre et cinématique
le jeu commence sans écran de démarrage, un écran-titre blanc sur fond noir à son minimum syndical montre le faux nom de Kurosawa avec trois langues différentes: le japonais, le chinois et l'anglais. L'unique musique du jeu, bouclant toutes les quatre secondes, est une chanson enfantine écrite durant le révolution culturelle se nommant 我愛北京天安門 (zh) (Wǒ ài Běijīng Tiān'ānmén, j'aime Tian'anmen de Pékin). Après la sélection de la langue, un message apparaît disant "Nous vendrons vos jeux originaux sur SNES. Un tiers (1/3) des profits vous reviendront. Nous acceptons n'importe quel jeu. Donc s'il vous plait, envoyez-nous vos disques souples. Nous vous contacterons après vos mûres réflexions". Un autre message apparaîtra disant cette fois-ci "Vous souhaitez vendre nos jeux dans votre magasin? Nous cherchons des revendeurs dans le monde entier. Commande à prix réduit à plus de 50 pièces. veuillez nous demander des détails". 
Le vrai écran-titre apparait et montre Jackie Chan à gauche de l'écran issu de la pochette du film Soif de justice, à côté de Deng Xiaoping, ancien leader de la Chine. La cinématique qui suit fait défiler des images volées de basse qualité avec du texte anticommuniste et absurde mettant en contexte l'intrigue du jeu. L'histoire se passe en 1997, deux ans après la sortie du jeu original, une "Bande de saleté de putain de rouge" se précipite du continent asiatique pour propager leurs idées, la criminalité monte et Hong Kong est en ruine, le gouvernement hong kongais (dépeint en Chris Patten) décide de faire appel au "proche de Bruce Lee", Chin, afin de tuer "1,2 milliard de communistes". Chin doit aussi empêcher un projet consistant à transformer le défunt Tong Shau Ping (Deng Xiaoping) en arme de destruction massive.

## Système de jeu
Le joueur contrôle Chin (à l'apparence de Jackie Chan), qui doit tirer sur et échapper à la population chinoise et aux officiers de police qui descendent du haut de l'écran. Lorsqu'ils sont abattus, les ennemis explosent en champignons, laissant derrière eux un cadavre clignotant et des objets permettant une mort instantanée ou une invincibilité temporaire. Au bout d'un moment, des voitures apparaissent sur les côtés et se déplacent horizontalement sur l'écran pour faire office d'obstacles. Après que le joueur a vaincu trente ennemis, le boss final, l'"arme ultime" Tong Shau Ping, apparaît. Une fois qu'il est vaincu, le jeu se répète. Le jeu montre des photos statiques en arrière-plan, qui alternent entre des images de propagande maoïste, de Guilin, le logo d'Asia Television, le logo du Coca-Cola chinois ou Mao Zedong en monochrome.
De temps en temps, une seringue apparaît en tant que bonus, ce qui confère à Chin une invincibilité temporaire. Le joueur ne dispose pas de points de vie : si Chin est touché par autre chose qu'un objet, la partie est immédiatement terminée, à moins que Chin ne soit sous invincibilité. L'écran de fin de partie contient les mots superposés "Chin IS DEAD !!" en anglais et en chinois grammaticalement incorrect "陳死亡" (Chén sǐ wáng) sur une image graphique fixe d'un cadavre, datée de 1992. Le jeu passe ensuite au générique (mentionnant l'ambassade du Canada comme partenaire de coopération) et revient à l'écran de titre.
Le jeu ne comporte aucune autre musique ni aucun autre effet sonore.

## Développement
En janvier 2018, Yoshihisa "Kowloon" Kurosawa a finalement brisé le silence sur le développement du jeu au South China Morning Post, déclarant que son objectif était de faire le pire jeu possible pour se moquer de l'industrie du jeu. Comme Kurosawa n'avait pas beaucoup de compétences en programmation, il a demandé à un employé d'Enix de l'aider, et le jeu a été réalisé en deux jours. Il a ensuite demandé à un ami ayant des connaissances de base en anglais de traduire l'histoire dans cette langue, ainsi qu'à un étudiant en échange à Hong Kong de la traduire en chinois. La musique, un clip audio de "I Love Beijing Tiananmen", provient d'un LaserDisc d'occasion acheté dans la rue de Shanghai. Le sprite du personnage principal, représentant Jackie Chan, provient d'une affiche de Wheels on Meals, un film d'arts martiaux hongkongais de 1984
Une fois le jeu terminé, Kurosawa a utilisé un dispositif de sauvegarde capable de copier les jeux Super Famicom sur des disquettes, qu'il avait trouvé en se promenant dans les centres informatiques de Sham Shui Po. Les dispositifs de sauvegarde étant illégaux au Japon à l'époque, Kurosawa n'a pu faire la publicité de son jeu que par le biais d'articles rédigés sous pseudonyme pour des magazines de jeux clandestins, notamment dans le magazine Game Urara. Il a mis en place un service de vente par correspondance pour vendre le jeu sur disquettes et cartouches, au prix de 2 000 à 2 500 ¥ (20 à 25 USD). Le jeu ne s'est vendu qu'à une trentaine d'exemplaires, bien qu'il ait imprimé plusieurs centaines d'exemplaires de l'encart, qu'il a ensuite jetés. Il a fini par oublier le jeu, jusqu'à ce qu'il se rende compte qu'il faisait l'objet d'une attention non désirée à la fin des années 2000.

### L'écran deGame Over
L'écran de Game Over contient une image de mauvaise qualité d'un véritable cadavre, avec des impacts de balles dans le torse et un visage mutilé. Pendant un certain temps, cette image a suscité beaucoup d'inquiétude et de spéculation, car on ne savait pas comment Kurosawa en était arrivé à posséder l'image d'un cadavre. L'image est une image fixe d'un film mondo japonais appelé New Death File III (デ ス フ ァ イ ル III), édité par V&R Planning. Kurosawa a obtenu l'image en photographiant son écran de télévision et a apparemment oublié le film par la suite. L'homme sur la photo est un civil non identifié tué en 1992 par des soldats serbes pendant la guerre de Bosnie, entre 1992 et 1995. Une version portugaise du film est disponible sur YouTube et LiveLeak.

## Critique
Hong Kong 97 a reçu un accueil extrêmement négatif, beaucoup le qualifiant de l'un des pires, voire le pire jeu vidéo jamais réalisé. Le jeu a suscité un culte "tellement mauvais qu'il est bon" au Japon, en Thaïlande et à Taïwan, et en Occident après avoir fait l'objet d'un épisode dans l'émission Angry Video Game Nerd.